# Januar 2020
Portal Geschichte | Portal Biografien | Aktuelle Ereignisse | Jahreskalender | Tagesartikel

◄ |
20. Jahrhundert |
21. Jahrhundert

◄ |
1990er |
2000er |
2010er |
2020er
| 2030er | 2040er

◄ |
2016 |
2017 |
2018 |
2019 |
2020
| 2021 | 2022 | 2023 | 2024 | ►

◄ |
Oktober 2019 |
November 2019 |
Dezember 2019 |
Januar 2020 |
Februar 2020 |
März 2020 |
April 2020 |
►
Dieser Artikel behandelt tagesbezogene Nachrichten und Ereignisse im Januar 2020.

## Tagesgeschehen

### Mittwoch, 1. Januar 2020

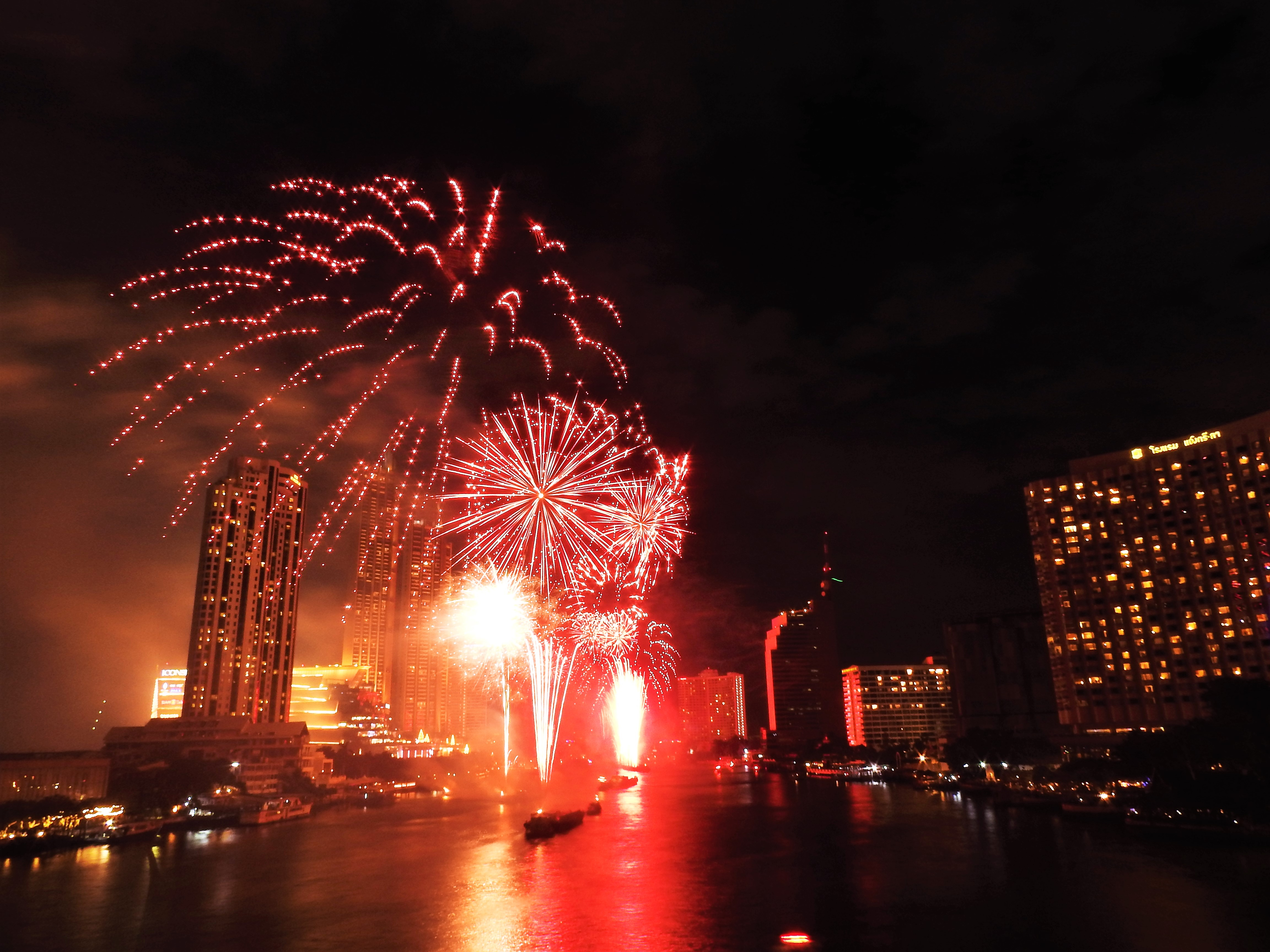
Silvesterfeuerwerk in Thailand

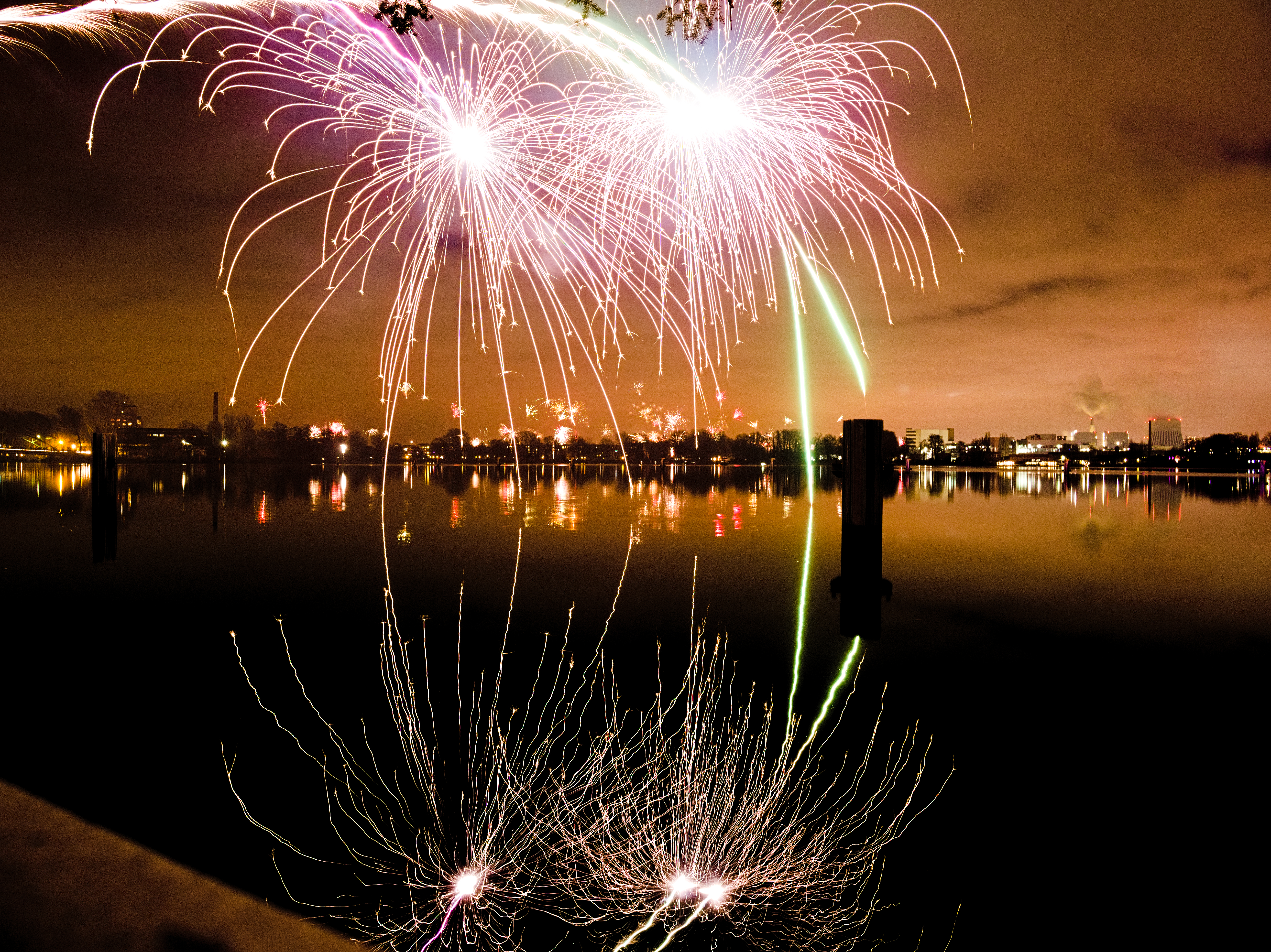
Beginn des neuen Jahres in Berlin

- Augsburg/Deutschland: Öffentliche Verkehrsmittel in der Innenstadt können ab sofort kostenlos benutzt werden.
- Bagdad/Irak: Nach Ausschreitungen schließt die USA ihre Botschaft im Irak.
- Berlin/Deutschland: In den deutschen Ländern tritt eine verbindliche Schuldenbremse in Kraft.
- Berlin/Deutschland: Fahrpreissenkung im Fernverkehr der Deutschen Bahn um 10 Prozent. Nach Absenkung der Mehrwertsteuer (Umsatzsteuer) für Reisende auf der Schiene auf 7 Prozent durch das Klimaschutz-Steuergesetz wird das Bahnfahren ein wenig attraktiver gemacht.[1]
- Bern/Schweiz: Simonetta Sommaruga tritt ihr Amt als Schweizer Bundespräsidentin an. Vizepräsident wird Guy Parmelin.
- Krefeld/Deutschland: Im Krefelder Zoo brennt das Affentropenhaus völlig nieder. Mindestens 30 Tiere kommen um, nur zwei Schimpansen überleben das Unglück.
- Wien/Österreich: Das Neujahrskonzert der Wiener Philharmoniker wird zum ersten Mal von Andris Nelsons dirigiert.[2]
- Wien/Österreich: Zusammenführung der bestehenden 21 auf fünf Sozialversicherungsträger. Die neun Gebietskrankenkassen werden zur Österreichischen Gesundheitskasse fusioniert, die Versicherungsanstalt öffentlich Bediensteter (BVA) und die Versicherungsanstalt für Eisenbahnen und Bergbau (VAEB) zur Versicherungsanstalt öffentlich Bediensteter, Eisenbahnen und Bergbau (BVAEB), die Sozialversicherungsanstalt der Bauern (SVB) und die Sozialversicherungsanstalt der gewerblichen Wirtschaft (SVA) zur Sozialversicherungsanstalt der Selbständigen (SVS).[3]
- Wien/Österreich: Sabine Seidler tritt ihr Amt als Präsidentin der Österreichischen Universitätenkonferenz an.
- Brüssel/Belgien: Kroatien übernimmt den Vorsitz im Rat der Europäischen Union.

### Donnerstag, 2. Januar 2020
- Hamburg/Deutschland: Das Jet Airliner Crash Data Evaluation Centre (JACDEC) veröffentlicht ihr jährliches Ranking zur Flugsicherheit. Die sicherste Fluggesellschaft war 2019 nach diesem Index Emirates mit einem Wert von 95,48 (von 100). Sicherste deutsche Airline war demnach Eurowings auf Platz 24 (90,61).[4]
- London/Vereinigtes Königreich: Der Schotte Peter Wright besiegt den Niederländer Michael van Gerwen im Finale der PDC World Darts Championship 2020 mit 7:3 und gewinnt seinen ersten Weltmeistertitel.[5]
- Schweiz: In der Schweiz wurde die Forelle zum Fisch des Jahres 2020 erkoren.
- Oberstdorf/Deutschland: Deutsche Meisterschaften im Eiskunstlauf (2.–3. Januar)
- Wien/Österreich: Einigung auf eine Koalition zwischen ÖVP und Grünen

### Freitag, 3. Januar 2020
- Bagdad/Irak: Durch einen Luftangriff der US-Armee wird der iranische General Kassem Soleimani getötet. Die Vereinigten Staaten vermuten, dass er an den Aufständen vor der US-amerikanischen Botschaft in Bagdad beteiligt ist.[6] Nach der Tötung des iranischen Generals Kassem Soleimani setzt die Bundeswehr die Ausbildung in Irak auf Grund von Eskalationsgefahr aus.
- Barcelona/Spanien: Dem katalanischen Regionalpräsidenten Quim Torra wurde durch die Wahlkommission sein Amt und sein Mandat im Regionalparlament von Katalonien entzogen. Grund dafür ist die Verurteilung Torras durch das Obergericht in Barcelona wegen Ungehorsams und einem damit verhängten Ämterverbotes.[7]

### Samstag, 4. Januar 2020

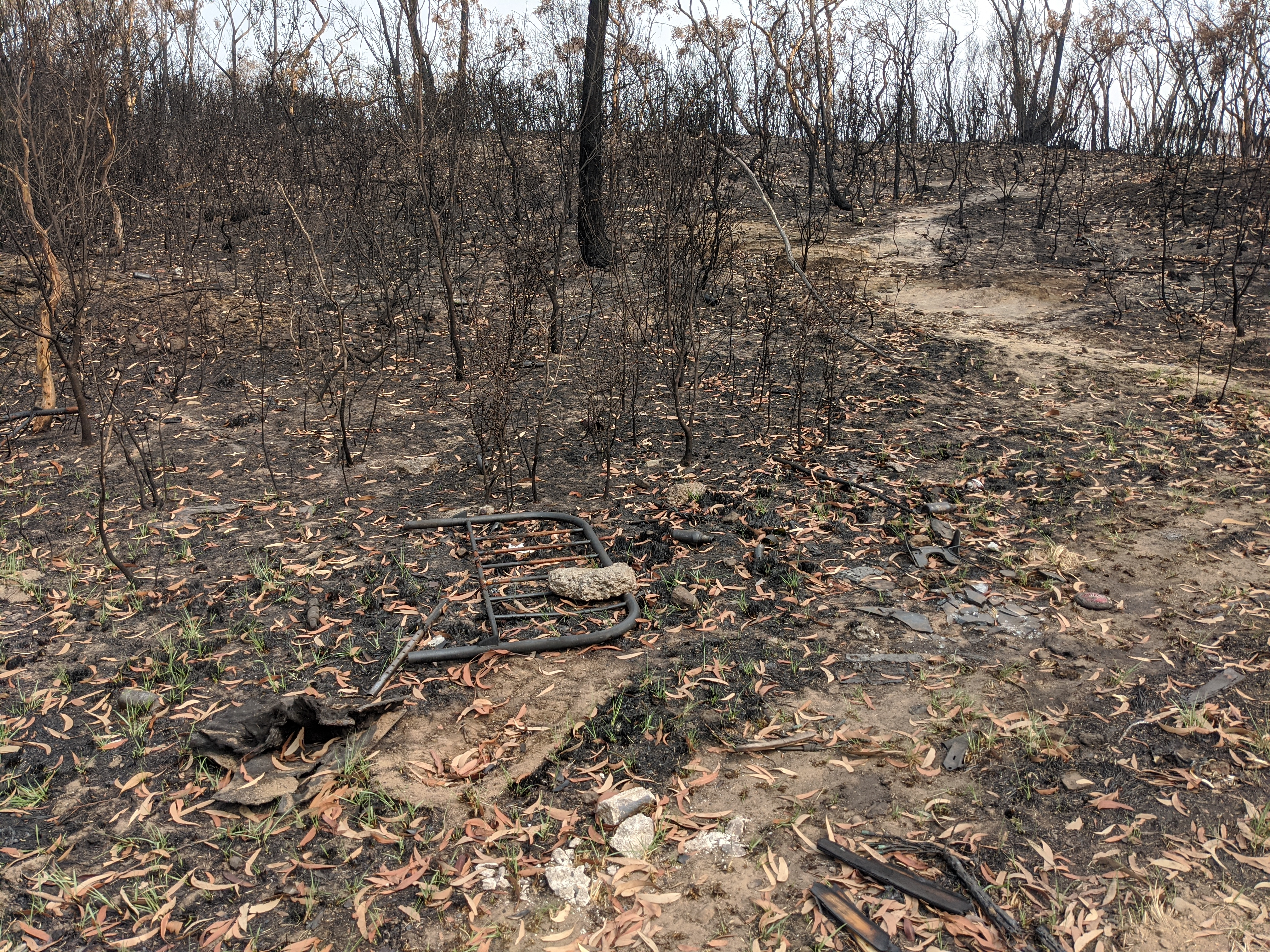
Abgebrannter Wald in den Blue Mountains (6. Januar)

- Bagdad/Irak: Raketen- und Mörserangriff unbekannten Ursprungs auf das "Grüne Viertel" einen Militärstützpunkt und einen weiteren Stadtteil Bagdads.[8]
- Canberra/Australien: Erster Pflichteinsatz australischer Reservisten zur Unterstützung bei der Löschung der andauernden Buschbrände in Australien 2019/2020
- Köln/Deutschland: Nach dem "Umweltsau"video finden Demonstrationen für und gegen den WDR und öffentlich-rechtliche Rundfunkgebühren statt.[9]
- Remscheid/Deutschland: Brand einer Zoohandlung, mehrere Tiere sterben[10]
- Tripolis/Libyen: Luftangriff auf Militärschule, 28 Menschen sterben[11]
- Wien/Österreich: Cyberangriff auf österreichisches Außenministerium[12]

### Sonntag, 5. Januar 2020
- Ahvaz/Iran: Beginn der Trauerfeiern für getöteten General Kassem Soleimani[13]
- Bagdad/Irak: Das irakische Parlament stimmt in einer Sondersitzung für die Ausweisung der US-Truppen.[14]
- Beverly Hills/Vereinigte Staaten: Im Beverly Hills Hilton Hotel findet die 77. Verleihung der Golden Globes statt, moderiert zum fünften Mal von Ricky Gervais. Tom Hanks wird mit dem Cecil B. deMille Award für sein Lebenswerk ausgezeichnet, Ellen DeGeneres erhält den Carol Burnett Award.[15]
- Caracas/Venezuela: Die Nationalversammlung Venezuelas bestätigt mit Mehrheit Juan Guaidó als Parlamentspräsident und damit als Interims-Staatsoberhaupt. Die Regierung verwehrt der oppositionellen Mehrheit jedoch den Zutritt zum Parlamentsgebäude. Im Gebäude ruft sich Luis Parra als Gegen-Parlamentspräsident aus.
- Kroatien: Stichwahl um das Amt des Staatsoberhauptes[16]
- Teheran/Iran: Die iranische Regierung kündigt an, sich nach der Tötung von Soleimani nicht mehr an das Atomabkommen von 2015 halten zu wollen und künftig unbegrenzt Uran anzureichern.[17]
- Zagreb/Kroatien: Der Sozialdemokrat Zoran Milanovic gewinnt mit 52,7 % bei der Stichwahl der Präsidentschaftswahlen gegen die amtierende Präsidentin Kolinda Grabar-Kitarović.[18][19]

### Montag, 6. Januar 2020
- Bischofshofen/Österreich: Abschluss der Vierschanzentournee 2019/20, Gewinner ist der Pole Dawid Kubacki

### Dienstag, 7. Januar 2020

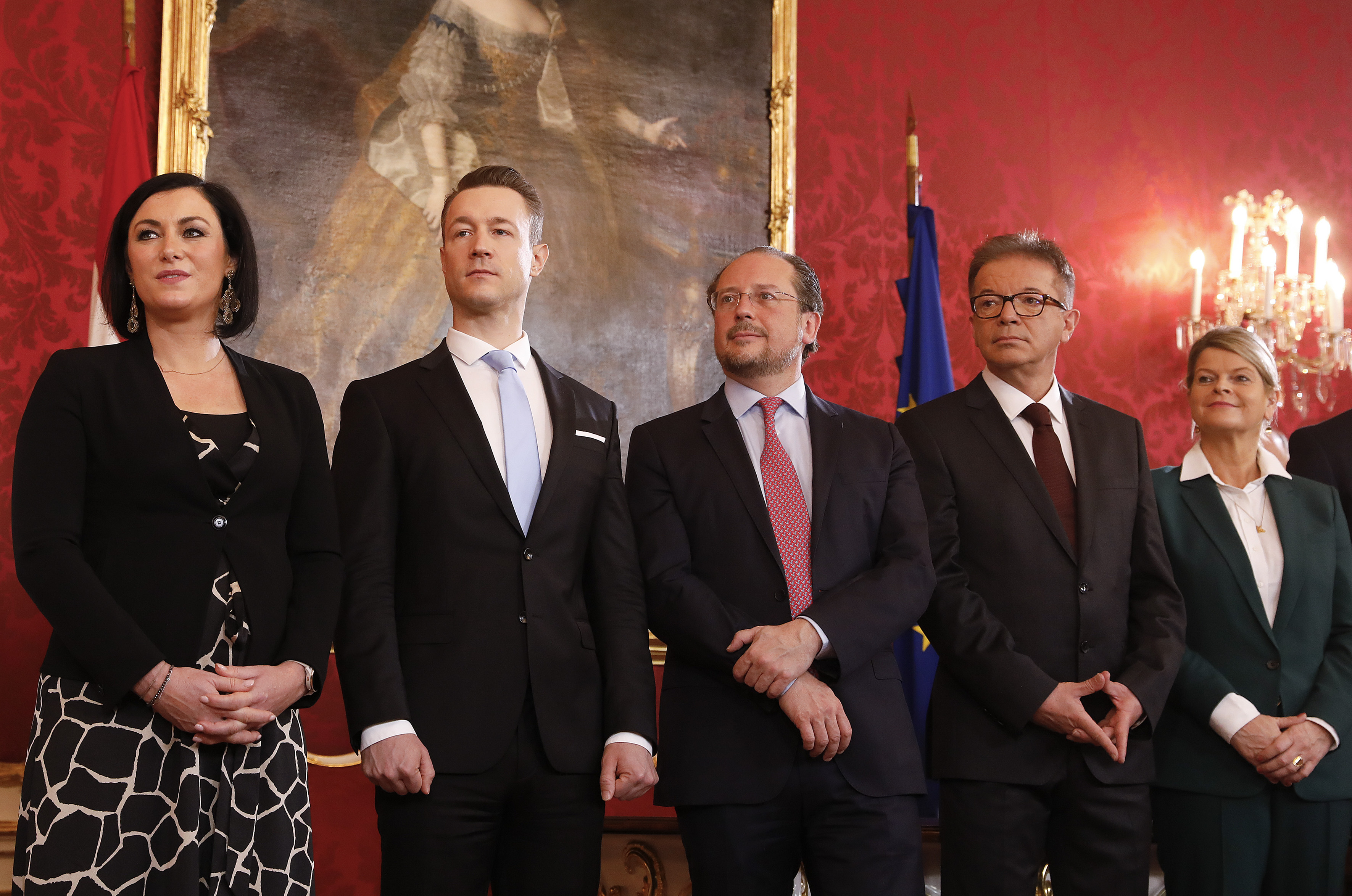
Angelobung der Bundesregierung Kurz II am 7. Jänner 2020

- Brüssel/Belgien: Die NATO zieht Teile ihrer Truppen aus dem Irak ab, darunter sind auch Bundeswehrtruppen.[20]
- Caracas/Venezuela: Die oppositionellen Abgeordneten dringen tumultartig in das Gebäude der Nationalversammlung Venezuelas ein und vereidigen den von ihnen gewählten Juan Guaidó als Parlamentspräsident.
- Kerman/Iran: Bei einer Massenpanik während eines Trauerzuges für getöteten iranischen General Qasem Soleimani sterben über 56 Menschen[21]
- Madrid/Spanien: Pedro Sánchez wird zum Premierminister des Landes gewählt. 167 der insgesamt 350 Abgeordneten stimmten für ihn (165 Gegenstimmen, 18 Enthaltungen).[22][23]
- Wien/Österreich: Erstmals ist in Österreich mit der Bundesregierung Kurz II unter Bundeskanzler Sebastian Kurz eine ÖVP-Grüne-Koalitionsregierung angelobt worden.
- Wien/Österreich: Barbara Stelzl-Marx wird vom Klub der Bildungs- und Wissenschaftsjournalisten als österreichische Wissenschafterin des Jahres 2019 ausgezeichnet.[24]

### Mittwoch, 8. Januar 2020
- Al Asad Airbase und Flughafen Erbil/Irak: Mit mehreren ballistischen Raketen greift die iranische Regierung unter persönlicher Führung von Mullah-Führer Ali Chamenei US-Streitkräfte im Irak auf dem Luftwaffenstützpunkt Al Asad und auf dem Luftwaffenstützpunkt Flughafen Erbil an. Die iranische Regierung droht außerdem die Zerstörung Haifas in Israel an.[25][26]
- Bagdad/Irak: In der grünen Zone schlagen erneut Katjuscha-Raketen ein. Ein Geschoss verfehlt die US-Botschaft nur um 100 Meter. Die Raketen lösen Feuer in der Stadt aus. Der Angriff erfolgte aus dem Süden der Stadt. Die Behörden gehen von einem Angriff iran-treuer Milizen aus.[27]
- Teheran/Iran: Absturz einer Boeing 737-800 auf dem Ukraine-International-Airlines-Flug 752 kurz nach dem Start vom Flughafen Teheran-Imam Chomeini. Alle insgesamt 167 Passagiere und 9 Besatzungsmitglieder kamen ums Leben.[28] Die iranischen Behörden sprachen zunächst von einem technischen Defekt. Drei Tage nach dem Absturz, am 11. Januar, gaben sie dann aber den Abschuss zu. Der Iran spricht von „menschlichem Versagen“.

### Donnerstag, 9. Januar 2020
- Köln/Deutschland: Die Lufthansa nimmt Flüge nach Teheran wieder auf. Andere Flüge über iranischen oder irakischen Boden werden weiterhin umgeleitet.[29]
- London/Vereinigtes Königreich: Das Unterhaus stimmte mit 330 zu 231 Stimmen für die Ratifizierung des Brexit-Abkommens.
- Norwegen, Österreich und Schweden: Beginn der Handball-Europameisterschaft (bis 26. Januar)
- Zypern: Truppen des US-Militärs aus dem Irak werden vorübergehend in Zypern stationiert.[30]

### Freitag, 10. Januar 2020

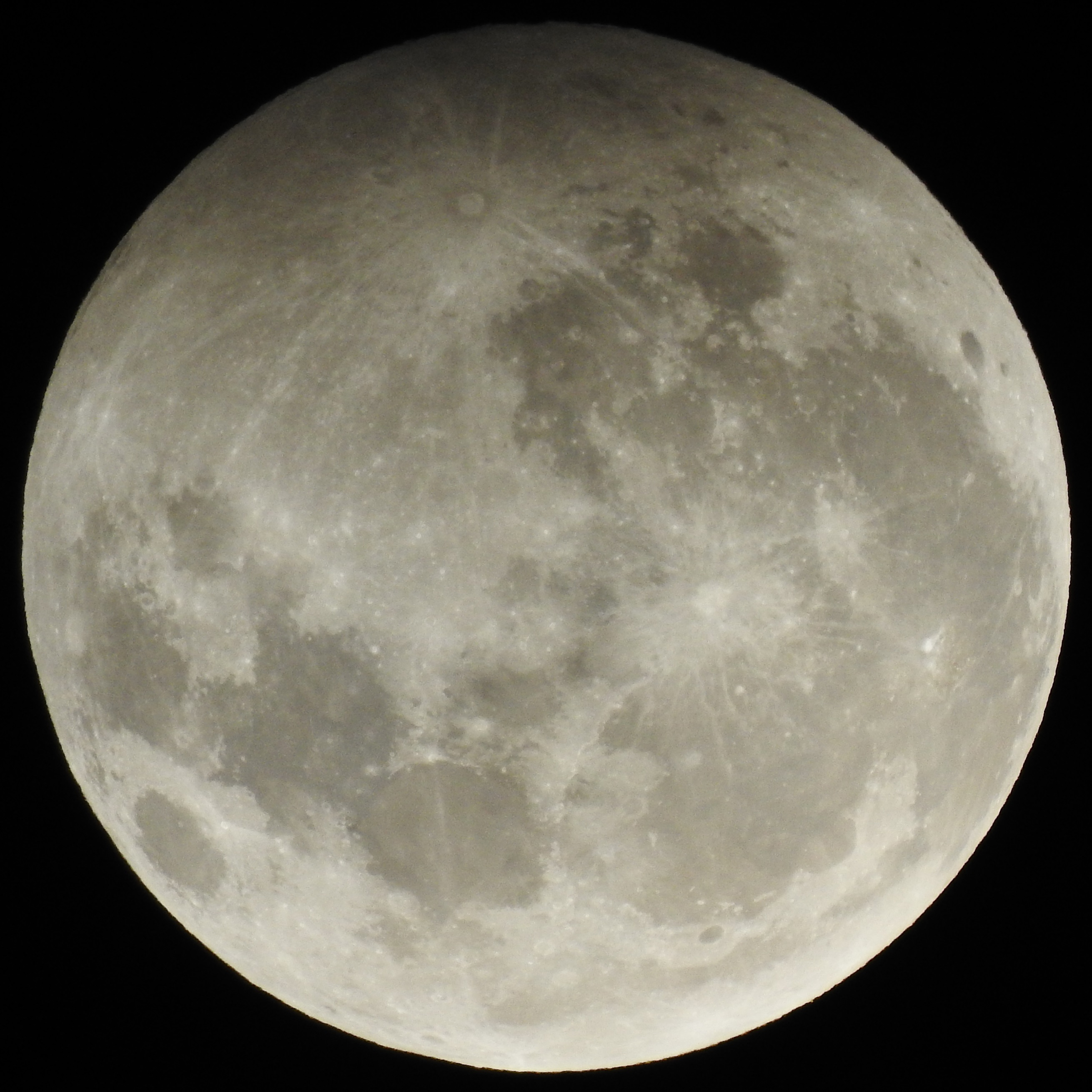
Mond mit partieller Mondfinsternis in Sri Lanka

- Eine Halbschatten-Mondfinsternis ereignet sich.
- Washington, D.C./Vereinigte Staaten: Nach iranischen Angriffen auf eine US-Basis im Irak werden neue Wirtschaftssanktionen über den Iran verhängt.[31]

### Samstag, 11. Januar 2020
- Paris/Frankreich: Nach langen Protesten hat die französische Regierung im Konflikt um die Rentenreform Zugeständnisse an die Gewerkschaften gemacht. So wird die Heraufsetzung des Regel-Renteneintrittsalters auf 64 Jahre vorübergehend aufgegeben.[32]
- Taipeh/Republik China (Taiwan): Die chinakritische Präsidentin Tsai Ing-wen wird mit 57 % der abgegebenen Stimme wiedergewählt.[33]
- Teheran/Iran: Die Führung des Regimes gesteht den versehentlichen Abschuss des ukrainischen Passagierflugzeuges PS752 auf dem Weg von Teheran nach Kiew (Ukraine), da man es für einen amerikanischen Marschflugkörper hielt.[34][35]
- Teheran/Iran: In der Hauptstadt des Iran kam es nach der Bekanntgabe des Abschusses von Flug PS752 zu Protesten, die Demonstranten fordern einen Rücktritt des Staatsoberhauptes Ajatollah Ali Chamenei.[36] Die Demonstration wurde nach einiger Zeit von der Polizei aufgelöst.
- Teheran/Iran: Der britische Botschafter Rob Macaire wurde für einige Stunden von der Polizei festgenommen. Die britische Regierung zeigt sich empört über diese „ungeheuerliche Verletzung internationalen Rechts“.[37]
- Belfast/Nordirland: Nach drei Jahren Unterbrechung nimmt das nordirische Parlament, die Northern Ireland Assembly, die Arbeit wieder auf, wählt einen neuen Parlamentspräsidenten und bestimmt eine neue Regierung.

### Sonntag, 12. Januar 2020
- Dortmund/Deutschland: Wegen Verdacht auf mehrere Fliegerbomben aus dem Zweiten Weltkrieg werden in der Dortmunder Innenstadt 13.000 Menschen evakuiert. Die beiden Blindgänger, eine britische und eine amerikanische 250-kg-Bombe können entschärft werden. Nach neun Stunden können die Bewohner wieder zurück in ihre Wohnungen.[38]
- Vulkan Taal/Philippinen: Nach dem Ausbruch des Vulkans Taal am Samstag müssen über 45.000 Menschen in Sicherheit gebracht werden. Ein Mensch stirbt wegen eines Unfalls im Ascheregen.[39]

### Montag, 13. Januar 2020
- Belfast/Vereinigtes Königreich: In Nordirland, dem letzten der vier großen Landesteile des Vereinigten Königreichs, tritt die Erlaubnis der Ehe für alle in Kraft. Das britische Unterhaus hatte am 9. Juli 2019 dafür gestimmt, die Änderung in Nordirland einzuführen, sofern das dortige Parlament bis Oktober 2019 beschlussunfähig bleibt.
- Hamburg/Deutschland: NDR-Intendant Joachim Knuth tritt sein Amt an.
- Pau/Frankreich: Anti-Terror-Gipfeltreffen der G5-Sahel-Staatengruppe.

### Dienstag, 14. Januar 2020
- Darmstadt/Deutschland: Zum Unwort des Jahres 2019 wird „Klimahysterie“ gekürt.[40]
- Großbritannien/Irland: Sturm Brendan trifft mit Böenspitzen von bis zu 130 km/h auf Irland und Großbritannien. Mehr als 50.000 Haushalte waren zeitweise ohne Strom. Außerdem wurden viele Flüge und Fährverbindungen gestrichen.[41]
- London und Edinburgh/Großbritannien: Premierminister Boris Johnson lehnt ein zweites Unabhängigkeitsreferendum Schottlands ab. „Es ist Zeit, dass wir alle daran arbeiten, das gesamte Vereinigte Königreich zusammenzubringen“, schreibt er im Brief.[42]
- Guatemala-Stadt/Guatemala: Nach der Präsidentschaftswahl 2019 wird Alejandro Giammattei für eine vierjährige Amtszeit als Staats- und Regierungschef vereidigt. Er tritt die Nachfolge von Jimmy Morales an.[43]

### Mittwoch, 15. Januar 2020
- Melbourne/Australien: Die australischen Buschbrände bereiten in der zweitgrößten Stadt Probleme: So zum Beispiel auch beim Australian Open. Mehr als 100 Menschen mussten behandelt werden.[44]

### Donnerstag, 16. Januar 2020
- Berlin/Deutschland: Der Bundestag stimmt über die Widerspruchsregelung bei Organspende ab.

### Freitag, 17. Januar 2020
- Chicago/Vereinigte Staaten: Die Wiederzulassung der Boeing 737 Max könnte sich verzögern. Grund dafür sind neue Softwareprobleme. Das Flugzeug erhielt nach den Abstürzen von Lion-Air-Flug 610 und Ethiopian-Airlines-Flug 302 mit insgesamt 346 Todesopfern weltweit in vielen Ländern ein Flugverbot.[45]

### Sonntag, 19. Januar 2020
- Berlin/Deutschland: Bei einer Libyen-Konferenz stimmen die Teilnehmenden einem Waffenembargo zu.

### Montag, 20. Januar 2020
- Kitzbühel/Österreich: 80. Hahnenkammrennen (bis 26. Januar)

### Dienstag, 21. Januar 2020
- Davos/Schweiz: Beginn des 50. Jahrestreffen des Weltwirtschaftsforums in Davos (bis 24. Januar)
- Nach Monaten des politischen Stillstands und anhaltenden Protesten hat der Libanon eine amtierende Regierung unter dem Ministerpräsidenten Hassan Diab.

### Mittwoch, 22. Januar 2020
- Der Deutsche Aktienindex (DAX) erreichte ein neues Rekordhoch mit 13.601,65 Punkten.[46]

### Donnerstag, 23. Januar 2020
- Canberra/Australien: Wegen der anhaltenden Buschbrände in Australien schließt Canberra den Flughafen.
- Berka vor dem Hainich/Deutschland: Ein vollbesetzter Schulbus verunglückt. Bei dem Unfall sterben zwei Kinder und 21 werden verletzt.[47]
- Peking/China: Wegen der Epidemie in Wuhan aufgrund des Coronavirus werden in China alle größeren Veranstaltungen zum chinesischen Neujahrsfest abgesagt.

### Freitag, 24. Januar 2020
- Paris/Frankreich: Die Regierung beschließt das seit Jahren umstrittene Gesetz zur Reform des Rentensystems.

### Samstag, 25. Januar 2020
- Bonn/Deutschland: Die Bundeswehr nimmt die Ausbildung kurdischer Sicherheitskräfte im Nordirak wieder auf. Sie war Anfang des Jahres nach der Tötung des iranischen Generals Qasem Soleimani ausgesetzt worden.
- Leipzig/Deutschland: 1600 Demonstranten protestierten gegen das Verbot von Linksunten.Indymedia, dabei kam es zu Ausschreitungen mit der Polizei.[48]
- Saarbrücken/Deutschland: Beim Filmfestival Max Ophüls Preis wird Johannes Maria Schmit für seinen Debütfilm Neubau ausgezeichnet. Der Publikumspreis Spielfilm geht an Ein bisschen bleiben wir noch von Arash T. Riahi, der Preis des saarländischen Ministerpräsidenten an Waren einmal Revoluzzer von Johanna Moder, beste Nachwuchsdarsteller werden Maresi Riegner und Mehdi Meskar.[49]
- Seattle/USA: Der bereits für den Frühsommer 2019 vorgesehene Erstflug der Ultralangstreckenversion des Großraumflugzeugs Boeing 777-9 wird erfolgreich durchgeführt.[50]

### Sonntag, 26. Januar 2020
- Bagdad/Irak: In der Nähe der US-Botschaft schlagen fünf Raketen ein.[51]
- Eisenstadt/Österreich: Landtagswahl im Burgenland 2020
- Niederösterreich: Gemeinderatswahlen in Niederösterreich 2020
- Italien: Regionalwahlen in der Emilia-Romagna 2020
- Peru: Parlamentswahl
- Los Angeles/Vereinigte Staaten: Im Staples Center fand die 62. Grammy-Verleihung statt.

### Montag, 27. Januar 2020
- Erster Coronavirus Fall in Deutschland

### Dienstag, 28. Januar 2020
- Frankfurt am Main/Deutschland: Die Deutsche Bundesbank gibt im Rahmen der Bundesländerserie eine 2-Euro-Gedenkmünze mit dem Potsdamer Schloss Sanssouci heraus.
- Majuro/Marshallinseln: David Kabua wird als Präsident der Marshallinseln vereidigt und löst Hilda Heine ab.

### Donnerstag, 30. Januar 2020
- Berlin/Deutschland: Aufgrund des Verdachts der Steuerhinterziehung hat der deutsche Bundestag auf eine Anfrage der Frankfurter Staatsanwaltschaft die Immunität des AfD-Bundestagsabgeordneten und AfD-Fraktionschefs Alexander Gauland aufgehoben.[52]
- Berlin/Deutschland: Aufgrund des Verdachts der Korruption wurden die Büros der CDU-Bundestagsabgeordneten Karin Strenz und des Ex-CSU-Bundestagsabgeordneten Eduard Lintner von der Polizei und der Staatsanwaltschaft Frankfurt am Main durchsucht. Des Weiteren wurden weitere Räume in Deutschland und Belgien durchsucht. Der deutsche Bundestag hob im Vorfeld die Immunität der Abgeordneten auf.[53]
- Brüssel/Belgien: Das Parlament der Europäischen Union ratifizierte die Verträge zum EU-Austritt des Vereinigten Königreichs.[54]
- Genf/Schweiz: Um die Ausbreitung des Coronavirus SARS-CoV-2 einzudämmen, hat die WHO den internationalen Gesundheitsnotstand ausgerufen.[55]
- Grafenegg/Österreich: Verleihung des Österreichischen Filmpreises 2020; Mit insgesamt vier Preisen – in den Kategorien Bester Spielfilm, Beste Regie, Bestes Drehbuch und Beste weibliche Darstellerin – erhält der Film Joy von Sudabeh Mortezai die meisten Auszeichnungen.[56][57]
- Leipzig/Deutschland: Das Bundesverwaltungsgericht hat das Verbot der Organisation Linksunten.Indymedia bestätigt.[58]

### Freitag, 31. Januar 2020
- Canberra/Australien: Aufgrund der anhaltenden Buschfeuer hat die Regierung den nationalen Notstand ausgerufen.[59]
- London/Vereinigtes Königreich: Vereinbarter Termin des EU-Austritts des Vereinigten Königreichs, um 23 Uhr britischer Zeit verlässt das Vereinigte Königreich offiziell die Europäische Union.
- Washington, D.C./Vereinigte Staaten: Präsident Donald Trump hebt eine von seinem Amtsvorgänger Obama 2014 erlassene Beschränkung des Einsatzes von Antipersonen-Landminen auf, sofern die Minen einen Mechanismus zur Selbstzerstörung oder -deaktivierung innerhalb von 30 Tagen haben.[60]